# 음력 3월 11일
음력 3월 11일은 음력 3월의 11번째 날이다.

## 사건
- 1919년 - 대한민국 임시정부 수립.

## 탄생
- 1960년 - 대한민국의 배우 김규철.
- 1961년 - 대한민국의 배우 권철.
- 1984년 - 대한민국의 배우 유연석.
- 1986년
  - 중국의 가수 조미 (슈퍼주니어-M)
  - 대한민국의 배우 임이지.
- 1987년
  - 네덜란드의 축구 선수 로이스톤 드렌테.
  - 대한민국의 정치인 장혜영.
- 1988년 - 대한민국의 가수 진화.
- 1990년 - 대한민국의 배우 서예지.
- 1991년 - 대한민국의 배우 정인선.

## 같이 보기
- 음력 360일: 1월 2월 3월 4월 5월 6월 7월 8월 9월 10월 11월 12월
- 전날:3월 10일 다음날:3월 12일 - 전달:2월 11일 다음달:4월 11일
- 양력:3월 11일
- 음력, 윤달